# Departamentul Boyacá
Boyacá este un departament al Columbiei cu reședință în Tunja. Are o populație de 1.211.186 de locuitori și suprafață de 23.189 km². 